# Boett

Boett från 1800 cirka - Hallwylska museet

Boett är den yttre delen av ett ur som innesluter urverket och urtavlan.  Boetten är vanligtvis gjord av stål med glas framför urtavlan. Glaset framför urtavlan kan i sin tur ha ett skyddande stållock som är det vanliga på fickur till exempel. Boetten kan vara mer eller mindre konstfärdigt utformad och mer likna ett smycke, då även mer exklusivt material än stål och glas kan förekomma. Ett urs storlek anges ofta i millimeter som då avser boettens diameter.
Namnet boett kommer från franskans dosa i buxbom och syftade ursprungligen på ett fodral eller en dosa som omslöt fickuren för att skydda den känsliga klockan. Efterhand blev boetten en del i själva klockans konstruktion. I stället tillkom efterhand ytterligare en yttre skyddsboett för att skydda klockan mot slag eller stötar.